# Triple J
Triple J es una emisora de radio australiana de ámbito nacional que forma parte de la radiodifusora pública Australian Broadcasting Corporation (ABC). Fundada en 1975, está especializada en música actual de todos los géneros y prioriza la difusión de artistas australianos.

## Historia
La emisora comenzó sus emisiones el 19 de enero de 1975 con el indicativo «2JJ», por lo que pronto adoptó la denominación «Double J». En un primer momento su señal de onda media estaba restringida al área metropolitana de Sídney. Bajo gestión de la radio pública australiana (ABC) la programación estaba compuesta por música pop-rock, priorizaba la promoción de artistas australianos, y estaba dirigida a un público joven entre 18 y 35 años.
A diferencia de otras emisoras musicales del país, Double J se caracterizaba por interactuar con los oyentes, por un estilo muy informal, y por ofrecer canciones que habían sido vetadas en la radio comercial por sus letras sexuales o políticas. En ese sentido la primera canción que emitieron fue You Just Like Me 'Cos I'm Good in Bed (en español, «Solo me quieres porque soy bueno en la cama») de Skyhooks.
El 1 de agosto de 1980 empezó a emitir en frecuencia modulada para el área metropolitana de Sídney bajo el indicativo «2JJJ» y pasó a llamarse «Triple J». Las señales de AM y FM coexistieron hasta el 19 de enero de 1981, cuando 2JJ cesó su señal y Triple J se convirtió en la única radio pública musical. Aunque el objetivo de ABC era convertir a Triple J en una radio juvenil nacional, tardó años en expandirla por razones presupuestarias: en 1989 ya podía sintonizarse en las capitales de estado y ciudades más pobladas, y a partir de 1996 estaba disponible en la mayor parte del territorio nacional.
En 1989 organizó la primera edición de «Triple J Hottest 100», una encuesta pública en la que los oyentes podían votar sus canciones preferidas de todos los tiempos. A partir de 1993 se convirtió en una votación para elegir las mejores canciones del año, cuyo resultado se desvela en un programa especial cerca del Día de Australia. Desde 2003 se puede votar a través de internet sin restricciones geográficas. Además, desde 2005 otorga los premios «J Award» a la mejor música australiana del año.
A partir de la década de 2000 ha expandido su actividad a otros formatos como el podcast (2004) y los programas de televisión (2009). En 2014 puso en marcha sus dos primeras emisoras digitales. El objetivo actual de la emisora es mantener su papel de prescriptor cultural frente al creciente uso de plataformas en streaming como Spotify.

## Emisoras digitales
La señal de Triple J está adaptada a los cinco husos horarios de Australia. Además de la principal, gestiona las siguientes emisoras digitales:
- Double J — dirigida a oyentes mayores de 35 años.
- Triple J Unearthed — especializada en artistas emergentes australianos.
- Triple J Hottest — radiofórmula con canciones que han aparecido en la lista Hottest 100.[4]